# Coenina paulusi
Coenina paulusi är en fjärilsart som beskrevs av Hans Rebel 1906. Coenina paulusi ingår i släktet Coenina och familjen mätare. Inga underarter finns listade i Catalogue of Life.